# Ruta Estatal de Nevada 578
La Ruta Estatal de Nevada 578, y abreviada SR 578 (en inglés: Nevada State Route 578) es una carretera estatal estadounidense ubicada en el estado de Nevada. La carretera inicia en el Oeste desde la I 15     en Las Vegas hacia el Este en la Las Vegas Boulevard in Las Vegas. La carretera tiene una longitud de 1,1 km (0.661 mi).

## Mantenimiento
Al igual que las autopistas interestatales, y las rutas federales y el resto de carreteras estatales, la Ruta Estatal de Nevada 578 es administrada y mantenida por el Departamento de Transporte de Nevada por sus siglas en inglés Nevada DOT.